# Нас прийняли
«Нас прийняли» (англ. Accepted) — американська комедія режисера Стіва Пінка, що вийшла 2006 року. У головних ролях Джастін Лонг, Джона Гілл, Блейк Лайвлі. Стрічку створено на основі історії Марка Переза.
Сценаристами були Адам Купер, Білл Колаж і Марк Перез, продюсерами були Майкл Бостік і Том Шейдіак. Вперше фільм продемонстрували 18 серпня 2006 року у США.
В Україні у кінопрокаті фільм не демонструвався. Переклад й озвучення українською мовою було виконано студією «Так Треба Продакшн».

## Сюжет
Бартлебі Ґейнс — старшокласник, випускник школи, а крім всього іншого виробляє фальшиві водійські посвідчення. Його не приймають до жодного університету, куди він направляв документи. Проте він не один такий і разом з друзями вони вирішили створити свій університет.

## У ролях
| Актор            | Персонаж                                      | Роль                    |
| ---------------- | --------------------------------------------- | ----------------------- |
| Джастін Лонг     | Бартлебі Ґейнс англ. Bartleby Gaines          | старшокласник           |
| Джона Гілл       | Шерман Шрейдер III англ. Sherman Schrader III | найкращий друг Бартлебі |
| Блейк Лайвлі     | Моніка Морленд англ. Monica Moreland          | колишня дівчина Гойта   |
| Ентоні Гілд      | Річард Ван Горн англ. Richard Van Horne       | декан коледжу Гармона   |
| Льюїс Блек       | Бен Льюїс англ. Ben Lewis                     | дядько Шермана          |
| Тревіс Ван Вінкл | Гойт Емброуз англ. Hoyt Ambrose               |                         |

## Сприйняття

### Критика
Фільм отримав змішано-позитивні відгуки: Rotten Tomatoes дав оцінку 36% на основі 111 відгуків від критиків (середня оцінка 4,9/10) і 73% від глядачів із середньою оцінкою 3,5/5 (359,102 голоси). Загалом на сайті фільми має змішаний рейтинг, фільму зарахований «гнилий помідор» від кінокритиків, проте «попкорн» від глядачів, Internet Movie Database — 6,5/10 (85 170 голосів), Metacritic — 47/100 (27 відгуків критиків) і 6,7/10 від глядачів (63 голоси). Загалом на цьому ресурсі від критиків фільм отримав змішані відгуки, а від глядачів — позитивні.

### Касові збори
Під час показу у США, що розпочався 18 серпня 2006 року, протягом першого тижня фільм показали у 2,914 кінотеатрах і він зібрав 10,023,835 $, що на той час дозволило йому зайняти 5 місце серед усіх прем'єр. Показ фільму протривав 63 дні (9 тижнів) і завершився 19 жовтня 2006 року. За час показу фільм зібрав у прокаті у США 36,323,505  доларів США (за іншими даними 36,580,083 $), а у решті країн 2,181,504 $ (за іншими даними 1,734,720 $), тобто загалом 38,505,009 $ (за іншими даними 38,314,803 $) при бюджеті 23 млн $.

### Нагороди і номінації[10]
| Рік  | Нагорода            | Категорія                                                     | Номінант                    | Результат |
| ---- | ------------------- | ------------------------------------------------------------- | --------------------------- | --------- |
| 2007 | Teen Choice Awards  | Вибір фільму: чоловічий прорив                                | Джастін Лонг                | Номінація |
| 2007 | Teen Choice Awards  | Вибір фільму: крик                                            | Джона Гілл                  | Номінація |
| 2007 | World Stunt Awards  | Найкращий спеціальний трюк                                    | Том Маккомас, Чад Фернандес | Номінація |
| 2007 | Young Artist Awards | Найкраща гра у художньому фільмі — актриса у другорядній ролі | Ганна Маркс                 | Номінація |

### Виноски
1. 1 2 3  Accepted: Release Info (англ.). Internet Movie Database. Архів оригіналу за 18 серпня 2013. Процитовано 28 січня 2014.
2. 1 2 3 4 5 6  Accepted (англ.). Box Office Mojo. Архів оригіналу за 5 лютого 2010. Процитовано 28 січня 2014.
3. 1 2 3 4  Accepted (англ.). The Numbers. Архів оригіналу за 3 лютого 2014. Процитовано 28 січня 2014.
4. 1 2  Accepted (англ.). Internet Movie Database. Архів оригіналу за 4 лютого 2014. Процитовано 28 січня 2014.
5. ↑  Accepted (англ.). Allmovie. Архів оригіналу за 22 жовтня 2012. Процитовано 28 січня 2014.
6. 1 2  Accepted: Full Cast & Crew (англ.). Internet Movie Database. Архів оригіналу за 7 січня 2017. Процитовано 28 січня 2014.
7. ↑  Нас приняли! Премьеры (рос.). КиноПоиск. Архів оригіналу за 7 березня 2016. Процитовано 28 січня 2014.
8. ↑  Accepted (англ.). Rotten Tomatoes. Архів оригіналу за 18 січня 2010. Процитовано 28 січня 2014.
9. ↑  Accepted (англ.). Metacritic. Архів оригіналу за 25 квітня 2014. Процитовано 28 січня 2014.
10. ↑  Accepted: Awards (англ.). Internet Movie Database. Архів оригіналу за 16 квітня 2016. Процитовано 28 січня 2014.